# 小多穆茲拉河
小多穆茲拉河（烏克蘭語：Мала Домузла），是烏克蘭的河流，位於該國東南部，屬於多穆茲拉河的支流，發源自維什涅韋東南面，流經扎波羅熱州，河道全長25.5公里，流域面積115平方公里。